# La vida inesperada
La vida inesperada és una pel·lícula espanyola dirigida per Jorge Torregrossa, sobre un guió de la novel·lista Elvira Lindo, protagonitzada per Javier Cámara i Raúl Arévalo. Es va estrenar a Espanya el 25 d'abril de 2014. És el segon llargmetratge del seu director, després de Fin en 2012. La pel·lícula va concórrer en la secció oficial del Festival de Màlaga de 2014, i va ser l'última a projectar-se.

## Sinopsi
Juanito (Javier Cámara) és un actor que ha viatjat a Nova York a la recerca de l'èxit. No obstant això, i malgrat el temps que porta als Estats Units, les coses no han sortit com esperava. Un bon dia es troba amb la visita de Jorge (Raúl Arévalo), un cosí seu que sí que sembla haver triomfat en la vida, amb una bona feina, un sou generós i unes noces en cerns. De la convivència entre tots dos s'anirà descobrint la realitat que hi ha darrere de la vida de cadascun dels protagonistes.

## Repartiment principal
- Javier Cámara és Juanito.
- Raúl Arévalo és Jorge.
- Tammy Blanchard és Jojo.
- Sarah Sokolovic és Holly.
- Carmen Ruiz és Sandra.

## Premis i nominacions
Premis Feroz
| Any  | Categoria                 | Persona/Pel·lícula           | Resultat |
| ---- | ------------------------- | ---------------------------- | -------- |
| 2015 | Millor comèdia            | La vida inesperada           | Nominada |
| 2015 | Millor actor protagonista | Javier Cámara                | Nominada |
| 2014 | Millor música original    | Lucio Godoy i Federico Jusid | Nominats |

Premis Turia
| Any  | Categoria         | Persona   | Resultat   |
| ---- | ----------------- | --------- | ---------- |
| 2014 | Nous realitzadors | La herida | Guanyadora |

Medalles del Cercle d'Escriptors Cinematogràfics
| Any  | Categoria    | Persona/Pel·lícula | Resultat |
| ---- | ------------ | ------------------ | -------- |
| 2015 | Millor actor | Javier Cámara      | Nominada |